# Лесотундра
Лесоту́ндра е субарктическа природна зона. За разлика от тундрата, тук има редки гори, съсредоточени предимно в междуречията. Тази природна зона се простира между тундрата и тайгата и затова, множество изследователи я определят, или като подзона на тайгата, или като подзона на тундрата. Лесотундрата се простира като непрекъсната ивица, широка от 30 до 300 километра, през цяла Северна Америка. В Азия тя също е непрекъсната от Колския полуостров до поречието на река Индигирка. В източна посока тя се появява в отделни райони, а в Европа отсъства.

## Климат
Независимо че и в лесотундрата, както и в тундрата, валежите са малко, то тук се наблюдава рязко повишаване на влажността на въздуха, дължащо се на засилените изпарения от езерата. В различните части на лесотундрата езерата покриват от 10% до 60% от територията на района. Климатът е субполярен. Средната температура на въздуха през юли е от 10 °C до 12 °C, а през януари от −10° до −40 °C.

## Почви, растителност
Почвите в района са предимно торфено-глинени и торфено-блатисти. В районите на редките гори почвите са предимно глинести и с повишено съдържание на хумус.
В голите каменисти области растителният свят е същият като в тундрата. Тръгвайки от замръзналите северни райони, колкото повече напредваме в южна посока, толкова по-често се появяват отделни малки гори, като „предвестник“ на гъстите тайги. В тези редки гори се срещат приспособили се към суровия климат дървета.
В „северноамериканската“ лесотундра представители на дървесните видове са: брезата, полярната върба, черната и бялата ела. В Колския полуостров дървесният свят е представен основно от брадавичестата бреза и сибирската лиственица. В останалата азиатска част от Лесотундрата се срещат брезата, лиственицата, елата и дори отделни кедрови дървета.

## Животински свят
Господари на лесотундрата са лемингите и северните елени. Срещат се бялата и тундровата яребица, полярната сова, както и всички представители на фауната в тундрата. Районът се характеризира с много широко присъствие на прелетни водоплаващи птици.

## Екологични проблеми
Тундрата и лесотундрата са с много крехко екологично равновесие. Следите от човешката дейност се заличават за десетки години. Разработката на нефтени находища, строителството на нефтопроводи и човешката дейност като цяло създават опасност от екологична катастрофа. Поради течове в нефтопроводите се замърсява околната среда, често се срещат горящи нефтени езера и напълно изгорели територии. Движението на тежки машини нарушава крехкият почвен слой, за възстановяването на който са необходими няколко десетки години.